# Єйський район
Єйський район з двох боків омивається водами Азовського моря і Таганрозької затоки, має межі з Щербіновським, Канівським і Приморсько-Охтарським районами.
Адміністративний центр району — місто Єйськ.

## Географічне розташування
Район розташовано на Єйському півострові, на березі Єйського лиману (найбільшого на Північному Кавказі, — площа близько 244 км²;), Таганрозької затоки й відкритого Азовського моря.
Найцікавішими природними об'єктами, розтошованими в Єйському районі, є: 
- коса Довга
- Єйська коса
- Камишуватська коса
- острів Єйська коса
- озеро Ханське

## Промисловість
Промисловий комплекс району представлений такими галузями: машинобудування і металообробка, промисловість будівельних матеріалів, електроенергетика, харчова промисловість, легка промисловість.
На території муніципального утворення здійснюють виробничу діяльність близько 200 промислових підприємств, у тому числі 20 — великих і середніх, серед них: ГУП «Поліграфмаш», ВАТ «Ейский станкостроительный завод», ВАТ «Аттракцион», ЗАТ «Приазовская Бавария», цегельний завод «Ейский», ВАТ «Ейскхлеб», ТОВ «Ейская ТЕС» тощо.
За 2007 обсяг виробництва на великих і середніх підприємствах становив 1 млрд. 750 млн руб., що вище рівня минулого року на 21%.

## Сільське господарство
Єйський район — один найбільших на Кубані центрів сільськогосподарського виробництва, має високий економічний потенціал, що спеціалізується на вирощуванні зернових (головним чином пшениці) і зернобобових культур, соняшнику, баштанних культур і фруктів, видобутку риби, виробництві м'яса і молока.
На території району розташовані великі підприємства АПК: с/г коледж «Ейский», рибальський колгосп «Приазовье», птахофабрика «Моревская», колгосп «Кубань», підприємства «Воронцовское», «Заводское», «Камышеватское», «Кухаривская», «Маяк», «Октябрьское», «Плодовое», «Родина», «СельхозПромЭкспо», «Советское», «Ясенские зори» тощо.
У 2007 обсяг виробництва продукції на великих і середніх підприємствах сільського господарства становив 2,4 млрд руб., що вище рівня минулого року на 35%. Обсяг відвантаженої продукції, робіт і послуг по галузі зріс на 45,5%.

## Транспорт і інфраструктура

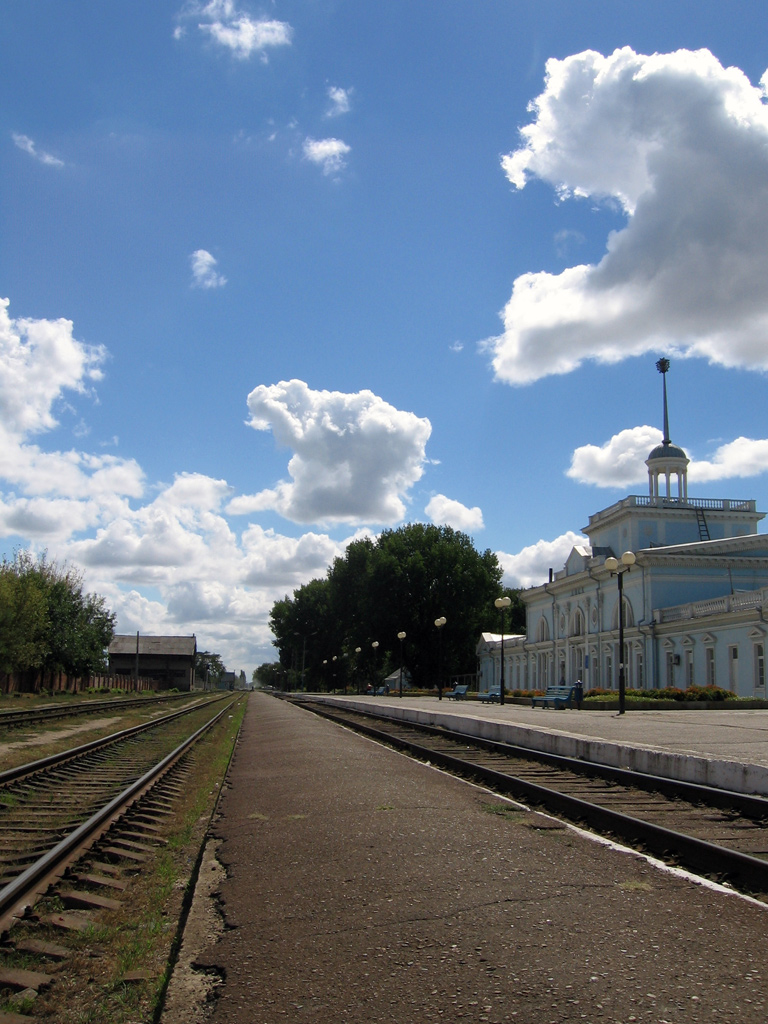
Залізнична станція Єйськ

Єйський транспортний вузол представлений усіма п'ятьма видами транспорту: автомобільним, залізничним, водним (морським), повітряним і трубопровідним. На території муніципального утворення Єйський район діють 34 господарюючих суб'єктів транспорту. Обсяг послуг транспорту для великих і середніх підприємствам у 2007 становив 984 млн руб., що на 20% більше відповідного періоду минулого року (в порівнянної оцінці).
Адміністративний центр, місто Єйськ, пов'язаний з усіма великими поселеннями району мережею автомобільних доріг з твердим покриттям. Головною автомобільної трасою є дорога крайового значення Краснодар-Єйськ. Єйський автовокзал обслуговує автобуси близько 25 напрямів, у тому числі на Краснодар, Ростов-на-Дону, Анапу, Новоросійськ, Геленджик, Туапсе, Сочі, П'ятигорськ, Ставрополь, Должанську. В Єйську добре розвинута мережа маршрутних таксі, цілодобово працюють кілька таксопарків.
Залізниця пов'язує місто Єйськ з великим залізничним вузлом, станцією Старомінска-Тимашевська. Між ними тричі на добу курсують два пасажирських рейкових автобуса нового покоління. Цілорічно залізнична станція Єйськ має сполучення причіпними пасажирськими вагонами з Москвою і Новоросійськом. У курортний сезон курсують причіпні вагони до Санкт-Петербурга, рейсові автобуси до Ростова-на-Дону, а також прямий поїзд до Москви.
Єйський морський порт пов'язує Єйський район знижнім Доном, південними областями України, з Азовськими і Чорноморськими портами краю. Останніми роками Єйський морський порт розширив свої морські причали і набув міжнародного значення. За 2006 через Єйський морський порт пройшло близько 2,7 млн тонн вантажів.

## Курорт
Провідними курортними місцевостями Єйського району є: Єйська коса (місто Єйськ), коса Довга (станиця Должанська), Камишуватська коса (станиця Камишуватська), а також морське узбережжя в районі хутора Ясенська Переправа.
Останнім часом питанню розвитку курортної інфраструктури азовського узбережжя приділяється увагу не тільки місцевих і крайових влади, але й Урядом Росії. У 2007 мешканці міста і району виступили з ініціативою про присвоєння Єйському півострову статусу федерального курорту. Ця ініціатива вже знайшла підтримку губернатора Ткачева і керівника Федерального агентства по туризму.
Наразі ведеться реконструкція історичної частини Єйську, опрацьовуються головні напрямки комплексного розвитку курортної індустрії Єйського району.

## Адміністративний поділ
Район складається з:
- місто Єйськ,
- Широчанський сільський округ (входив до складу Єйська) — Широчанка

і 10 сільських поселень:
- Александрівське — село Александрівка
- Должанське — станиця Должанська
- Єйське — селище Октябрьський
- Камишуватське — станиця Камишуватська
- Копанское — станиця Копанська
- Красноармейське — селище Комсомолець
- Кухаривское — село Кухарівка
- Моревське — селище Моревка
- Трудове — селище Советський
- Ясенське — станиця Ясенська

Всього — 28 сел, станиць, селищ і хуторів.
Єйський район — один з найбільших на Кубані центрів сільськогосподарського виробництва, що володіє високим економічним потенціалом, спеціалізується на вирощуванні зернових культур (в основному пшениці), соняшнику, баштанних культур, виробництві м'яса.